# إذاعة صوت الكرك
إذاعة صوت الكرك هي محطة إذاعية أردنية تأسست في جامعة مؤتة بتمويل من الوكالة الأمريكية للتنمية الدولية و بالتعاون مع معهد الملكة زين التنموي.
وتقوم الإذاعة على مبدأ العمل التطوعي، حيث يعمل فيها طلبة وأفراد من المجتمع المحلي عملا تطوعياً بالكامل، ويشارك في تقديم بعض برامجها طلبة عرب مما وسع انتشارها في دول عربية شقيقة.
وقد بدأت إذاعة صوت الكرك بثها في الحادي والثلاثين من شهر أيار لعام 2009م ،باحتفال رسمي تحت رعاية سمو الأميرة بسمة بنت طلال، ومنذ ذلك الوقت حققت الإذاعة نسبة استماع عالية جدا.

## قائمة المراجع
1. ↑  "موقع خبرني : إذاعة صوت الكرك تحتفل بمرور سنة على تأسيسها". موقع خبرني. مؤرشف من الأصل في 2019-02-14. اطلع عليه بتاريخ 2019-02-13.
2. ↑  "المدينة نيوز - الملكة رانيا تكرم إذاعة صوت الكرك". www.almadenahnews.com. مؤرشف من الأصل في 2019-02-14. اطلع عليه بتاريخ 2019-02-13.